# Вулиця Вадима Гетьмана
Ву́лиця Вади́ма Ге́тьмана — вулиця в Солом'янському районі міста Києва, місцевості Казенні дачі, Караваєві дачі. Пролягає від Берестейского проспекту до залізничного шляхопроводу (продовженням слугує Чоколівський бульвар).
Прилучаються вулиці Сім'ї Бродських, Михайла Брайчевського, Олекси Тихого, Машинобудівна, Борщагівська, Тетянинська, Індустріальний провулок, вулиці Нижньоключова, Миколи Голего, Польова. Шляхопроводом з'єднана із вулицею Олександра Довженка (на початку) та провулок Оксани Вороніної.

## Історія
Вулиця виникла у першій десятиліття XX століття, на картах 1914 та 1918 років зафіксована під назвою Заводська, згодом — 2-й Дачний провулок, що простягався до сучасної вулиці Олекси Тихого.
Частина майбутньої вулиці між Олекси Тихого та Борщагівською вулицями мала назву 3-й Андріївський провулок. Назву Індустріальна вулиця отримала 1955 року. У 1950-ті роки під час будівництва Малої окружної дороги, частиною якої є вулиця, через стару забудову прорізано Окружну вулицю , після об'єднання з якою 1962 року вулиця отримала сучасну довжину.
По території пролягання вулиці проходили Вічова і Муромцевська вулиці та Безіменний провулок, що були поглинуті під час прокладання вулиці.
Сучасна назва на честь українського політика і фінансиста Вадима Гетьмана — з 2005 року.
У 2004 році вулицю частково реконструйовано. Є частиною Малої окружної дороги, а відтак має величезне транспортне значення. На вулиці розташовані три значних транспортних вузли — залізнична платформа Караваєві Дачі, Індустріальний шляхопровід (Індустріальна (станція швидкісного трамвая)) та Шулявський шляхопровід (станція метро «Шулявська»).

## Пам'ятки історії та архітектури
На вулиці розташовувався завод Акціонерного товариства «Гретер і Криванек», робітники якого під час революції 1905 року створили «Шулявську робітничу республіку»; у жовтні 1917 року та січні 1918 року брали участь у збройному повстанні; працювали Герої Радянського Союзу, учасники Другої Світової війні (вул. В. Гетьмана, 2-4)

## Пам'ятні знаки
- Пам'ятний знак на честь воїнів-робітників заводу «Більшовик» (суч. «ПКМЗ») (буд. № 2)
- Пам'ятний знак на честь командного пункту № 167 Сумсько-Київської дивізії, яка у 1943 році визволяла м. Київ (буд. № 2)

## Пам'ятки природи
- Дуб-довгожитель (№ 2)
- Шулявський дуб (№ 10/37)

## Установи та заклади
- №1 — McDonald's
- № 3 — Інститут клінічної медицини;
- № 6 — ТРЦ «ПКМЗ»;
- № 6 — Торговельно-розважальний центр Cosmo Multimall
- № 19/38 — Відділ роботи зі зверненнями громадян Солом'янської РДА;
- № 40-а — «Престиж-94», меблевий магазин;
- № 46 а — Екомаркет;

## Зображення

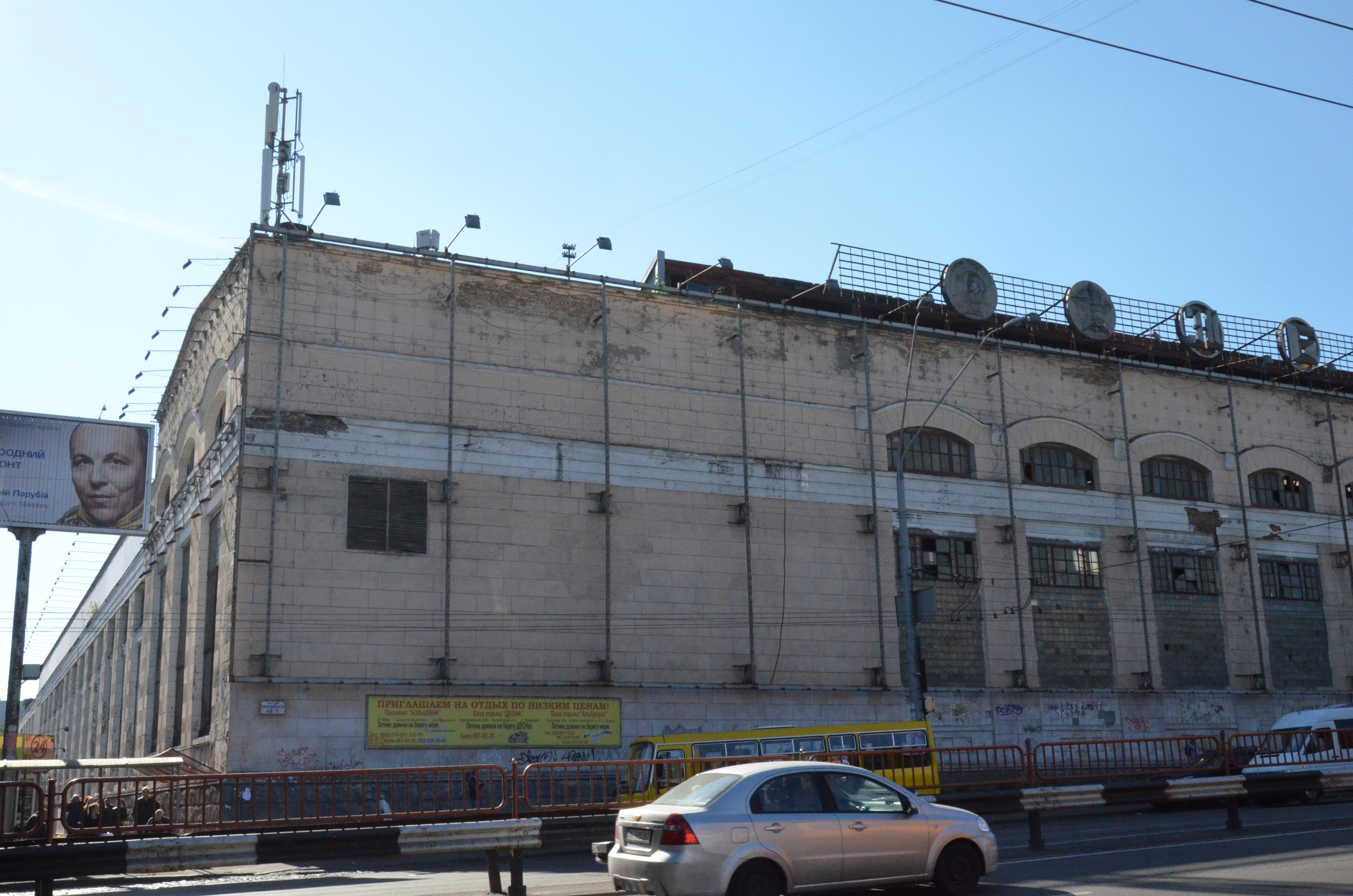
Завод «ПКМЗ» (колиш. Я. Гретера та О. Криванека, «Більшовик»)
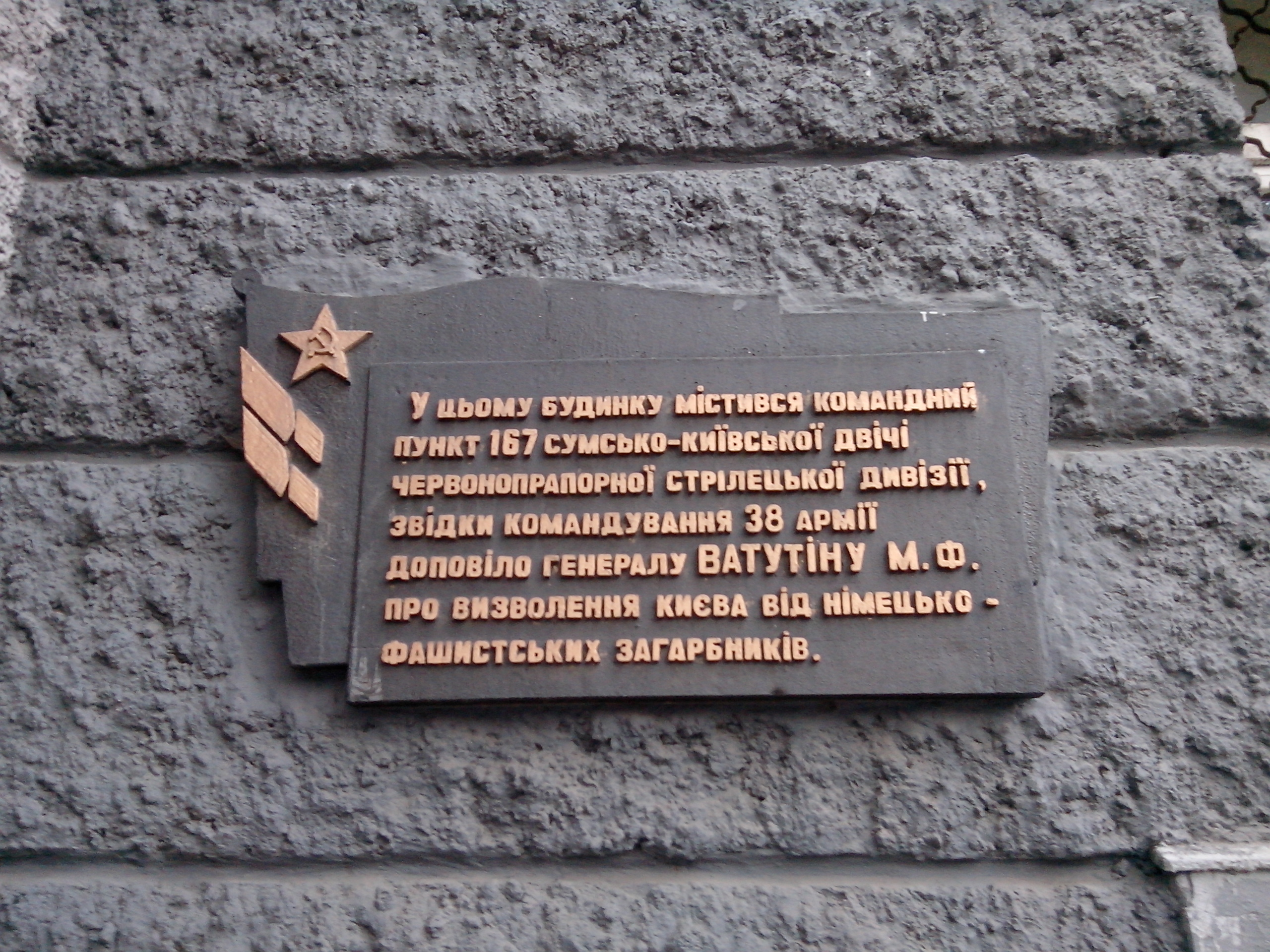
Пам'ятний знак на честь командного пункту № 167 Сумсько-Київської дивізії, яка у 1943 році визволяла м. Київ
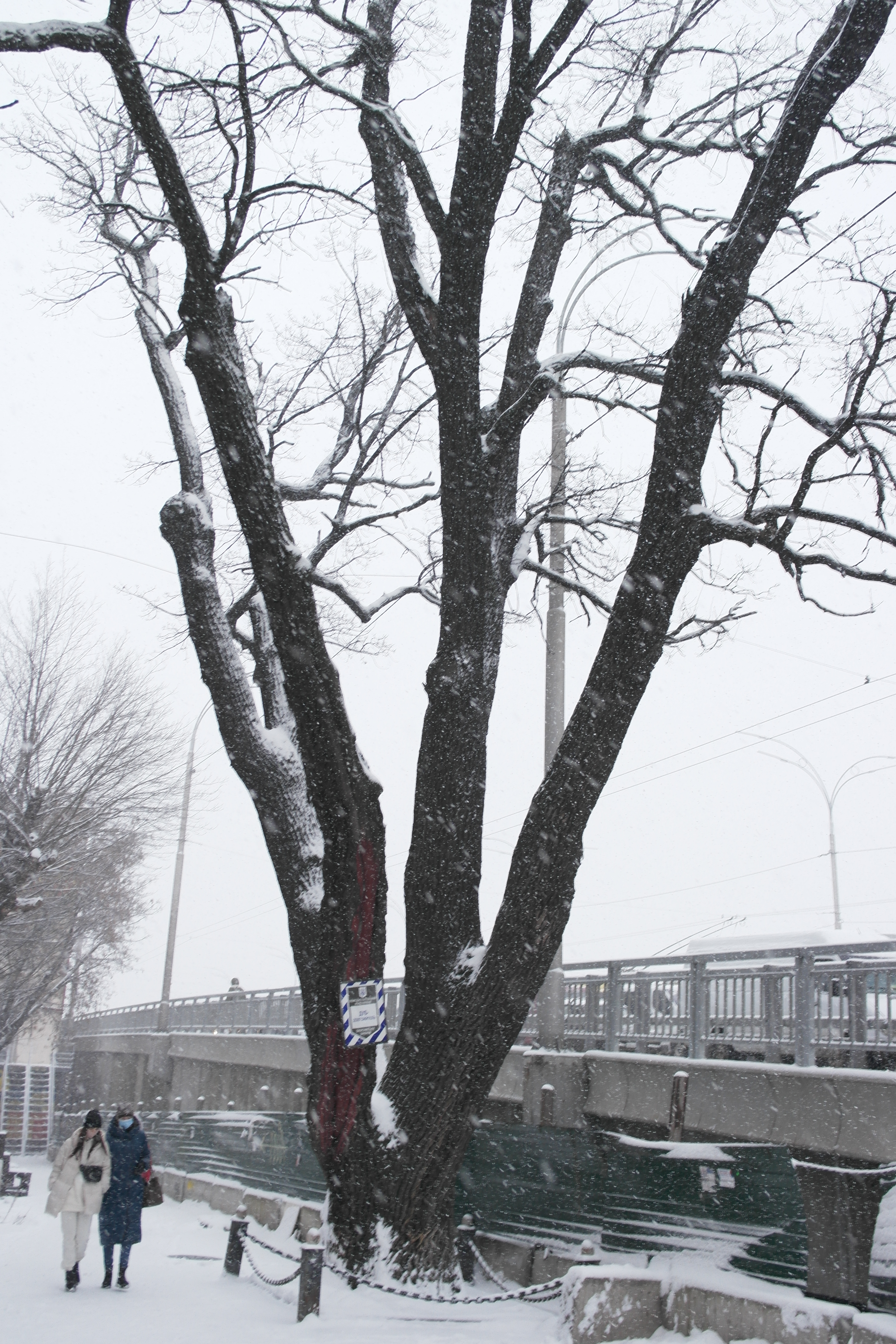
Дуб-довгожитель біля Шулявського мосту
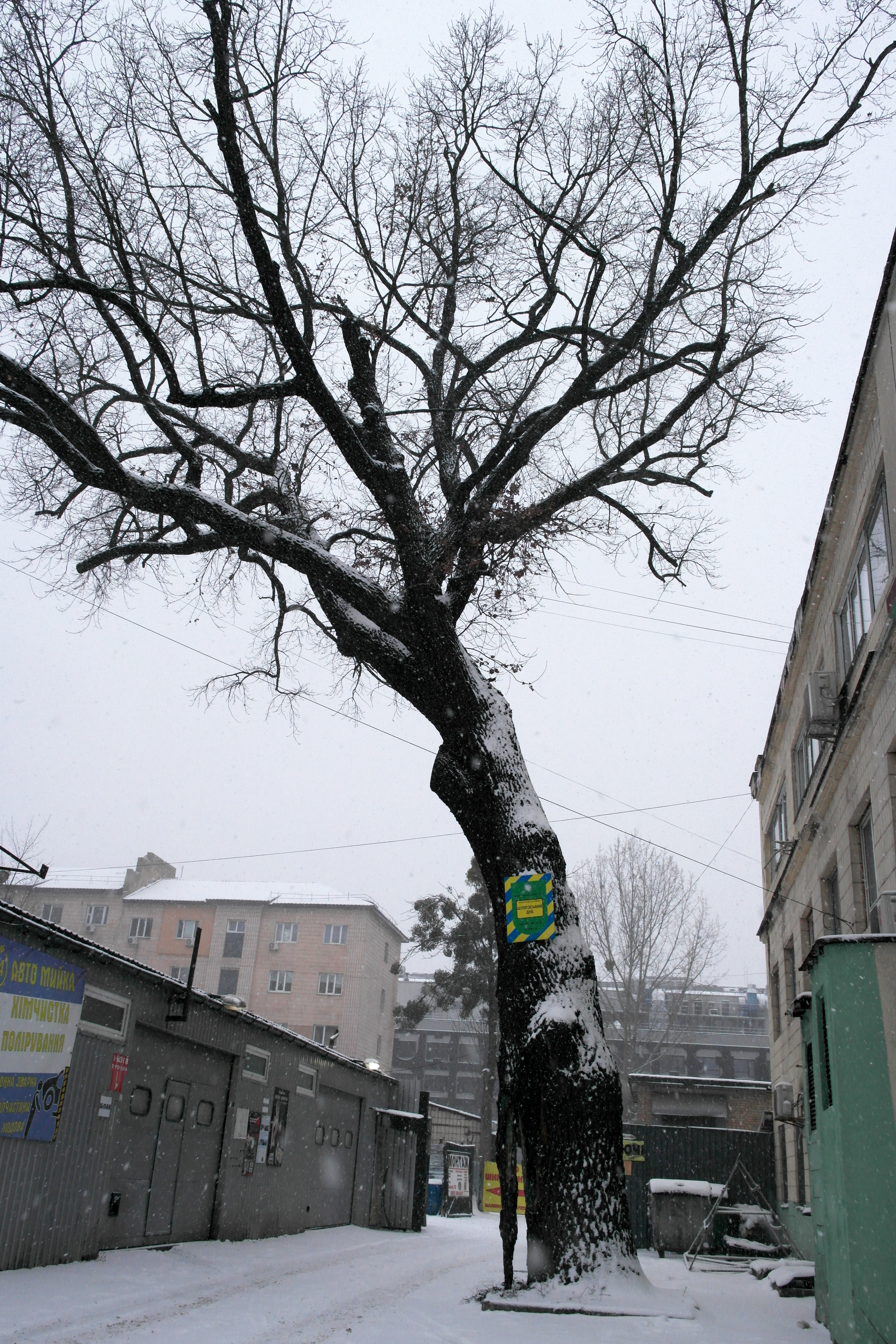
Шулявський дуб
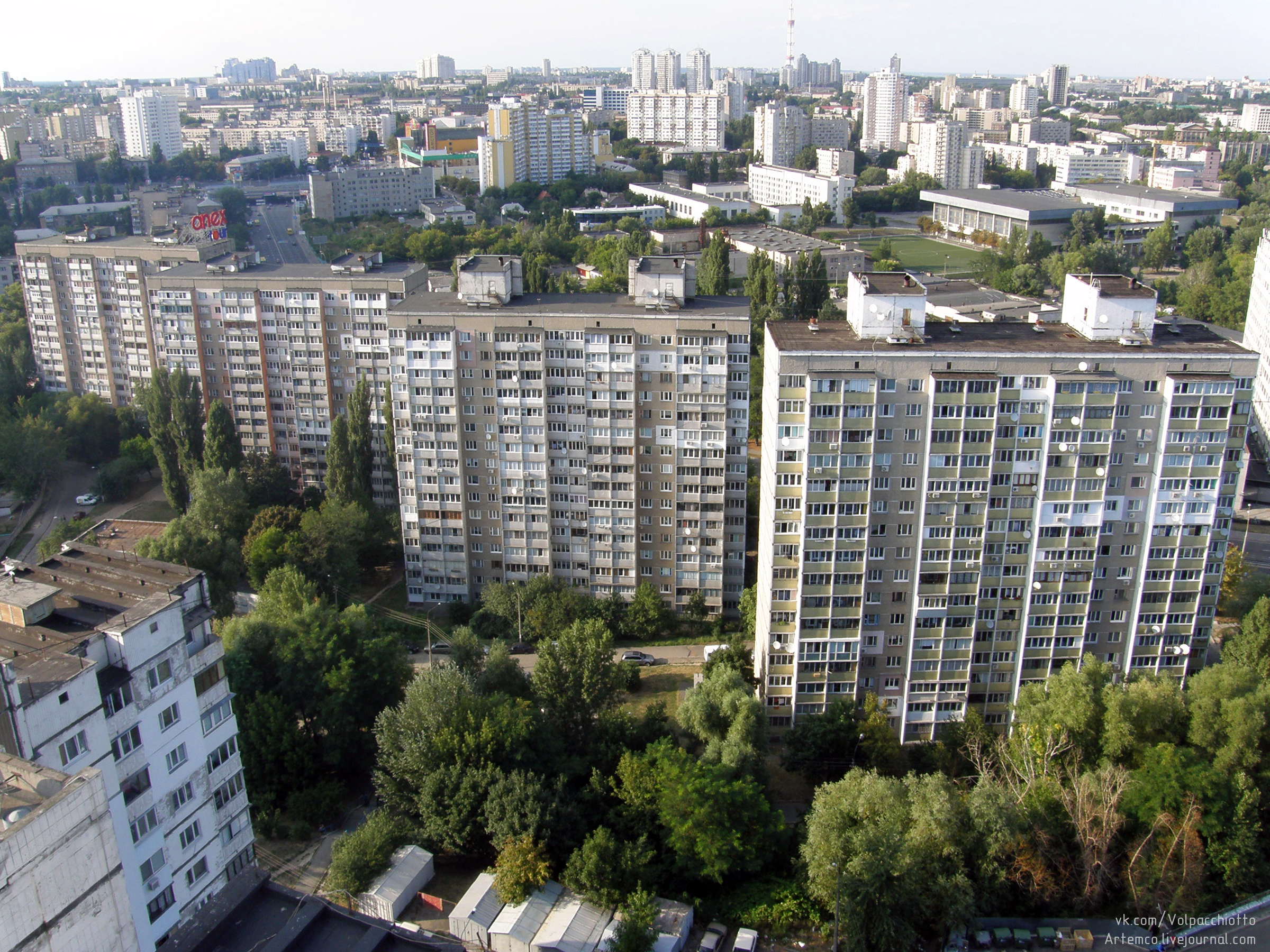
будинки серії КТ-16: №№ 40 (1981), 42 (1988), 44 (1986) і 46 (1988)